# Meretz
Meretz (în ebraică: מֶרֶצ, trad. „Vigoare”) este un partid politic liberal de stânga, social-democrat și ecologist din Israel.
Partidul a fost format inițial în 1992, prin uniunea dintre Ratz, Mapam și Shinuy, și a obținut cele mai bune rezultate electorale în alegerile din 1992 pentru cel de-al 13-lea Knesset (între 1992 și 1996), în care a ocupat 12 fotolii. La alegerile legislative din 2015 partidul a câștigat 5 locuri.
Meretz este un partid secular care susține soluția celor două state pentru conflictul israeliano-palestinian, justiția socială, drepturile omului (în special pentru minoritățile etnice și sexuale), libertatea religioasă și ecologismul.
Partidul este membru al Alianței Progresive și al Internaționalei Socialiste și este membru observator al Partidului Socialiștilor Europeni.
La alegerile parlamentare din 2 martie 2020 s-a prezentat in coaliție cu Partidul Muncii (aflat în decădere) si cu lista Gesher, toate cele trei partide împreună obținând numai 6 locuri în Parlament. 

### Principii declarate
Partidul pune accentul pe următoarele principii:
- Pacea între Israel și palestinieni pe baza soluției celor două state stipulate de Acordul de la Geneva.
- Înghețarea construcției implantărilor evreiești în Cisiordania.
- Apărarea drepturilor omului:

- Lupta pentru apărarea drepturilor omului în teritoriile palestiniene ocupate de Israel.
- Drepturile minorităților din Israel (precum arabii israelieni și muncitorii străini), lupta împotriva discriminării și sprijinul pentru acțiunea afirmativă.
- Drepturile femeilor și feminismul.
- Drepturile minorităților sexuale LGBT din Israel.

- Lupta pentru justiție socială:

- Transformarea Israelului într-un stat social-democratic al bunăstării.
- Protejarea drepturilor muncitorilor și lupta împotriva exploatării lor (mai ales, dar nu exclusiv, în cazul muncitorilor străini și imigranților).

- Separația între religie și stat și apărarea libertății religioase.
- Educația seculară liberală.
- Securitatea Israelului.
- Apărarea mediului înconjurător.

## Președinți
- Șulamit Aloni (1993–1996)
- Yossi Sarid (1996–2003)
- Yossi Beilin (2004–2008)
- Haim Oron (2008–2011)
- Zehava Gal-On (2012–2018)
- Tamar Zandberg (2018–2019)
- Nitzan Horovitz (din 2019)

## Membri în Knesset
| Legislatură Knesset | Fotolii | Membri |
| ------------------- | ------- | --- |
| 1988–1992           | 10      | Shulamit Aloni, Mordechai Virshubski, Ran Cohen, David Zucker, Yossi Sarid (toți Ratz), Haim Oron, Hussein Faris, Yair Tzaban (Mapam), Avraham Poraz, Amnon Rubinstein (Shinui)                                                    |
| 1992–1996           | 12      | Shulamit Aloni, Ran Cohen, David Zucker, Yossi Sarid, Naomi Chazan, Binyamin Temkin, Haim Oron, Walid Haj Yahia, Yair Tzaban, Anat Maor, Avraham Poraz, Amnon Rubinstein                                                           |
| 1996–1999           | 9       | Naomi Chazan, Ran Cohen, David Zucker (retras în 17 martie 1999), Yossi Sarid, Haim Oron, Walid Haj Yahia, Anat Maor, Avraham Poraz (retras în 17 ianuarie 1999), Amnon Rubinstein                                                 |
| 1999–2003           | 10      | Haim Oron (înlocuit cu Mossi Raz pe 25 februarie 2000), Hussniya Jabara, Zehava Gal-On, Naomi Chazan, Ran Cohen, Anat Maor, Amnon Rubinstein (înlocuit cu Uzi Even pe 31 octombrie 2002), Yossi Sarid, Avshalom Vilan, Ilan Ghilon |
| 2003–2006           | 5       | Haim Oron, Zehava Gal-On, Avshalom Vilan, Ran Cohen, Yossi Sarid |
| 2006–2009           | 5       | Yossi Beilin (înlocuit cu Tzvia Greenfeld pe 4 noiembrie 2009), Haim Oron, Ran Cohen, Zehava Gal-On, Avshalom Vilan |
| 2009–2013           | 3       | Haim Oron (înlocuit cu Zehava Gal-On pe 24 martie 2011), Ilan Ghilon, Nitzan Horowitz, |
| 2013–2015           | 6       | Zehava Gal-On, Ilan Ghilon, Nitzan Horowitz, Michal Rozin, Issawi Frej, Tamar Zandberg |
| 2015–               | 5       | Zehava Gal-On (înlocuită cu Mossi Raz pe 22 octombrie 2017), Ilan Ghilon, Issawi Frej, Michal Rozin, Tamar Zandberg |